# PUMP UP RADIO
PUMP UP RADIO（パンプ・アップ・レディオ）は、FM-FUJIで2009年4月1日から2016年3月31日まで平日の夕方に放送されていたワイド番組である。

## 概要・歴史
1996年4月から13年間放送されていた夕方のワイド番組『RADIO-izm』の流れを引き継ぐリスナー参加型番組として、2009年4月1日にスタートした。リクエストはもちろんのこと、山梨県を含む首都圏1都7県のローカル情報や日本・世界の最新情報のほか、エンターテイメント情報、刷りたての最新夕刊の注目記事まで網羅。DJは毎日1名ずつ日替わりで担当する（この方式はRADIO-izmから継続）。
2010年4月の改編で、金曜日のみ放送終了時間が18:54に繰り上げとなった。2010年10月の改編では月曜-木曜日も約1時間短縮となり、月曜-金曜日16:00-18:54の放送となった。
2011年4月の改編で、放送曜日が月曜〜木曜に変更となり、金曜枠はKICK LOUD JAMが開始し、3月まで金曜担当だった佐藤ドミンゴが引き続きDJを担当。
2014年4月の改編で、月曜-木曜日19:00～19:49枠で放送されていたFEEL SO MUSEが終了したため、19:49まで拡大。
2016年4月の改編で終了。後番組はEVENING RUSH。

## 放送時間
| 期間       | 期間       | 放送時間（日本時間）   | 放送時間（日本時間）   | 放送時間（日本時間）   | 放送時間（日本時間）   | 放送時間（日本時間）   |
| 期間       | 期間       | 月曜                   | 火曜                   | 水曜                   | 木曜                   | 金曜                   |
| ---------- | ---------- | ---------------------- | ---------------------- | ---------------------- | ---------------------- | ---------------------- |
| 2009.04.01 | 2009.06.30 | 16:00 - 19:54（234分） | 16:00 - 19:54（234分） | 16:00 - 19:54（234分） | 16:00 - 19:54（234分） | 16:00 - 19:54（234分） |
| 2009.07.01 | 2010.03.26 | 16:00 - 19:49（229分） | 16:00 - 19:49（229分） | 16:00 - 19:49（229分） | 16:00 - 19:49（229分） | 16:00 - 19:49（229分） |
| 2010.03.29 | 2010.10.01 | 16:00 - 19:49（229分） | 16:00 - 19:49（229分） | 16:00 - 19:49（229分） | 16:00 - 19:49（229分） | 16:00 - 18:54（174分） |
| 2010.10.04 | 2011.03.25 | 16:00 - 18:54（174分） | 16:00 - 18:54（174分） | 16:00 - 18:54（174分） | 16:00 - 18:54（174分） | 16:00 - 18:54（174分） |
| 2011.03.28 | 2014.03.31 | 16:00 - 18:54（174分） | 16:00 - 18:54（174分） | 16:00 - 18:54（174分） | 16:00 - 18:54（174分） | （放送終了）           |
| 2014.04.01 | 2014.06.26 | 16:00 - 19:49（229分） | 16:00 - 19:49（229分） | 16:00 - 19:49（229分） | 16:00 - 19:49（229分） | （放送終了）           |
| 2014.06.30 | 2015.10.01 | 16:00 - 19:49（229分） | 16:00 - 19:49（229分） | 16:00 - 19:49（229分） | 16:00 - 18:54（174分） | （放送終了）           |
| 2015.10.05 | 2015.12.31 | 16:00 - 19:49（229分） | 16:00 - 19:49（229分） | 16:00 - 18:54（174分） | 16:00 - 18:54（174分） | （放送終了）           |
| 2016.01.04 | 2016.03.31 | 16:00 - 19:49（229分） | 16:00 - 19:30（210分） | 16:00 - 18:54（174分） | 16:00 - 18:54（174分） | （放送終了）           |

## 番組終了時点の担当DJ
- 月曜日：菊地浬（2010年1月 - ）
- 火曜日：KOUSAKU（2014年4月 - ）
- 水曜日：藤原恵子（2015年4月 - ）
- 木曜日：JIRO（2009年4月 - ）

### 過去の担当DJ
- 稲葉智美（2009年4月6日 - 2009年12月28日）[4]
- 阿部ひろ（2009年4月7日 - 2010年9月28日）[5]
- 佐藤ドミンゴ（2009年4月 - 2011年3月25日）[6]
- 井上彩名（2010年10月 - 2011年9月28日）[7]
- 高橋佳子（2011年10月 - 2012年9月26日）[8]
- 大出佐智子（2009年4月 - 2014年3月 水→火）
- 水木ゆうな（2012年10月 - 2015年3月 水）

### 歴代DJの変遷
| 期間                        | 月曜日   | 火曜日     | 水曜日     | 木曜日 | 金曜日       |
| --------------------------- | -------- | ---------- | ---------- | ------ | ------------ |
| 2009年4月1日-2009年12月31日 | 稲葉智美 | 阿部ひろ   | 大出佐智子 | JIRO   | 佐藤ドミンゴ |
| 2010年1月4日-2010年10月1日  | 菊地浬   | 阿部ひろ   | 大出佐智子 | JIRO   | 佐藤ドミンゴ |
| 2010年10月4日-2011年3月25日 | 菊地浬   | 大出佐智子 | 井上彩名   | JIRO   | 佐藤ドミンゴ |
| 2011年3月28日-2011年9月29日 | 菊地浬   | 大出佐智子 | 井上彩名   | JIRO   | （放送終了） |
| 2011年10月3日-2012年9月27日 | 菊地浬   | 大出佐智子 | 高橋佳子   | JIRO   | （放送終了） |
| 2012年10月1日-2014年3月27日 | 菊地浬   | 大出佐智子 | 水木ゆうな | JIRO   | （放送終了） |
| 2014年3月31日-2015年3月26日 | 菊地浬   | KOUSAKU    | 水木ゆうな | JIRO   | （放送終了） |
| 2015年3月30日-2016年3月31日 | 菊地浬   | KOUSAKU    | 藤原恵子   | JIRO   | （放送終了） |

## 基本タイムテーブル
（2014年7月現在）
- 16:00 オープニング
- 16:16 AVENUE 5
- 16:30 TRAFFIC INFORMATION
- 16:55 NEWS HEADLINE
- 17:10 TRAFFIC&WEATHER INFORMATION
- 17:30 NEWS HEADLINE
- 17:36 STREET 5
- 17:55 TRAFFIC&WEATHER INFORMATION
- 18:05 PURE VIBES
- 18:16 TRAFFIC INFORMATION
- 18:30 NEWS HEADLINE
- 18:52 エンディング（※木曜のみ）
- 18:54 TRAFFIC&WEATHER INFORMATION
- 19:52 エンディング
- 19:54 TRAFFIC&WEATHER INFORMATION

随時、交通情報・天気予報を挿入

## 主なコーナー
- AVENUE 5
  - おけいこ学び隊（月曜日。2010年4月 - )
  - （※火曜コーナー名未定）（火曜日。2011年4月 - ）
  - 彩名メシ（水曜日。2011年4月 - ）
  - ViVA! VENTFORET（木曜日。2009年4月 - ）

- STREET 5
  - DIY MUSICノススメ（月曜日。2010年9月 - ）
  - ESSENCE BAR（火曜日。2009年4月 - 水→火）
  - ネコ親バカちゃんが行くぅ〜（水曜日。2010年10月 - ）[9]
  - おかえりニュース（木曜日。2010年12月 - ）

- 不定期放送
  - JIRO見聞録（木曜日。2009年4月 - ）

## 過去にあったコーナー
- AVENUE 5
  - トミー's Eye（月曜日。2009年4月 - 2009年12月）
  - HIRO's Newsroom（火曜日。2009年4月 - 2010年9月）
  - 英語でリリック（火曜日。2009年4月 - 2011年3月)[10]
  - ドミンゴよろずラボ（金曜日。2009年 - 2011年3月）

- STREET 5
  - 先輩、喝くださ〜い！（月曜日。2010年1月 - 2010年3月）
  - マーチン先生の恋愛マスター塾（月曜日。2010年1月 - 2010年8月）[11]
  - ブーランジェリー・ひろ（火曜日。2009年4月 - 2010年9月）
  - 探して!日本語キメ台詞(ゼリフ)!!（水曜日。2010年10月 - 2011年3月）
  - JIROニカ学習帳（木曜日。2010年4月 - 2010年9月）
  - 漫画一冊入魂!（木曜日。2010年10月 - 2010年11月）
  - 週刊体育野郎!!（金曜日。2009年4月 - 2011年3月）

- TODAY'S SELECTION（月 - 木曜日。2009年4月 - 2010年9月）、（金曜日。2009年4月 - 2010年3月）[12]
- GET THE GOAL! ICHIGAN - Try Again - （木曜日。2010年11月）※YBSラジオ（山梨放送）と4週連続共同応援企画
- ドミンゴの国語 算数 理科 お寿司（金曜日。2010年9月 - 2011年2月4日）※若鮨デリカと共同商品開発・販売企画
- THE CURIOSITY （2009年4月 - 2011年3月）
- キューティーバスター（金曜日。2009年4月 - 2011年3月）

## 番組企画商品
- 山梨限定デニッシュ食パン（通称：山デニ） - ももーにゃ・こめーにゃ[13]
- ドミンゴの国語 算数 理科 お寿司（PUMP UP RADIO・若鮨デリカ 共同開発）
  - 第1弾：どれがどれやらチラシ寿司・ひとっ風呂寿司[14]
  - 第2弾：黒い玉子焼[15]
  - 第3弾（最終章）：恵方巻き[16]

## その他
- 2009年12月の月曜日は、月曜担当の稲葉智美が体調不良のため、7日と14日は水曜担当の大出佐智子が、21日は金曜担当の佐藤ドミンゴが、28日は木曜担当のJIROが代役を務めた。
- 2010年1月1日は、金曜担当の佐藤ドミンゴが以前に番組スタッフへ『正月はコタツにあたりながら放送をしたい』という提案をしたところ、スタッフは本社スタジオA前の野外へコタツ一式をセッティングし、交通情報・天気・ニュースの重要以外のコーナーは外のコタツで寒い中、放送した。8月13日のお盆（暑い真夏でもコタツの電源が入っていた）と、12月31日の放送（この時は観覧に来ていたリスナーへ、おでんや豚汁などの炊き出しの差し入れをしていた）も外のコタツから放送した。
- 2010年1月から菊地浬が月曜担当として起用されたが、以前月曜担当だった稲葉智美が2009年12月の月曜4週連続の休養後に降板（交代）したことは生放送上で正式には明かされていない。[17]
- 2010年4月の改編同時期にFM-FUJIホームページがリニューアルされ、番組PR欄（Twitter連動）が追加になり、現在は同番組の各曜日の放送予定内容、番組からのプレゼントの情報等はここで告知（表示）されるようになった。
- 2011年2月15日は、火曜担当の大出佐智子が体調不良のため、水曜担当の井上彩名が代役を務め、翌日に本来の水曜担当を合わせて2日連続担当となった[18]。
- 2011年3月11日の放送は、東北地方太平洋沖地震（FM FUJIでは東日本大震災と表記）の発生で14:50頃から緊急報道特別番組の放送（GOOD DAY生放送中だった野村富美江とニュース担当だった針谷衣織里が交互に担当）に切り替わり、急遽休止となった。
- 2011年3月14日-17日の放送は、東日本大震災に伴う特別編成により次枠(19:00-19:49)でレギュラー放送されている「FEEL SO MUSE」は休止し、通常の約3時間放送(16:00-18:54)から1時間延長の約4時間放送(16:00-19:54)の特別編成で放送され、放送内容も一部変更された。
- 2012年9月5日の放送は、水曜日担当の高橋佳子が体調不良のため、火曜担当の大出佐智子が代役を務めた。